# O Arise All You Sons of This Land
O Arise All You Sons of This Land ist die Nationalhymne von Papua-Neuguinea. Das Lied, das vom Stil her Marsch-ähnlichen Nationalhymnen vieler anderer Länder ähnelt, ist als Nationalhymne seit der Unabhängigkeit des Landes von Australien am 16. September 1975 in Gebrauch.

## Text
O arise all you sons of this land,

Let us sing of our joy to be free,

Praising God and rejoicing to be

Papua New Guinea.

Shout our name from the mountains to seas:

Papua New Guinea.

Let us raise our voices and proclaim:

Papua New Guinea.

Now give thanks to the good Lord above

For His kindness, His wisdom and love

For this land of our fathers so free:

Papua New Guinea.

Shout again for the whole world to hear:

Papua New Guinea.

We’re independent and we’re free.

Papua New Guinea.

## Übersetzung
O erhebt euch, Söhne dieses Landes,

Lasst uns von unserer Freude frei zu sein singen,

Gott preisend und frohlockend das zu sein, was wir sind:

Papua-Neuguinea.

Ruft unseren Namen über Berge und Seen:

Papua-Neuguinea.

Heben wir unsere Stimmen und rufen wir aus:

Papua-Neuguinea.

Danken wir jetzt dem guten Herrn über uns.

Für seine Freundlichkeit, seine Weisheit und Liebe.

Für das Land unserer Väter, das so frei ist.

Papua-Neuguinea.

Ruft es nochmals, dass es die ganze Welt hört.

Papua-Neuguinea.

Wir sind unabhängig und wir sind frei.

Papua-Neuguinea.